# Roy Book Binder
Roy Book Binder (New York, 5 oktober 1943) is een Amerikaans bluesgitarist, singer-songwriter en verteller.

## Biografie
Na het verlaten van de highschool trad hij toe tot de United States Navy en ondernam hij een dienstreis in Europa. Hij kocht zijn eerste gitaar bij een militaire basis in Italië. Na afsluiting van zijn dienstreis ging hij terug naar New York, waar hij zijn gitaarheld Dave Van Ronk ontmoette en met hem bevriend raakte. Book Binder zocht spoedig de ook in New York wonende dominee Gary Davis op en werd diens student en later zijn chauffeur en tourneebegeleider. Veel van Book Binders oorspronkelijke materiaal is gebaseerd op zijn tijd onderweg met Davis. Midden tot eind jaren 1960 nam Book Binder op voor Kicking Mule Records en Blue Goose Records. In 1969 toerde hij door het Verenigd Koninkrijk met Arthur 'Big Boy' Crudup en Homesick James.
Na een ontmoeting met een van zijn muzikale invloeden, de bluesman Pink Anderson, bracht Book Binder zijn eerste album Travelin' Man uit bij Adelphi Records. Het album was genoemd naar een van de songs die hij leerde van Anderson.
In 1973 begon hij een samenwerking met de violist Fats Kaplin en namen ze samen Git Fiddle Shuffle op in 1973. Ze traden samen drie jaar op, speelden talrijke concerten en namen in 1977 het tweede album Ragtime Millionaire op. Nadat het partnerschap was beëindigd, begon Book Binder door het land te toeren, wonend in een kampeerbus en zich concentrerend op live-optredens.
Book Binder kan worden omschreven als een gitaarverzamelende hillbilly bluesman. Hij heeft 12 albums uitgebracht en heeft opgetreden op de meeste grote blues- en folkfestivals in de Verenigde Staten en Europa, waaronder Merlefest. Artiesten die het podium hebben gedeeld met Book Binder zijn Bonnie Raitt, B.B. King, John Jackson, Sonny Terry, Doc Watson, Ray Charles en Brownie McGhee. Hij trad regelmatig op bij Nashville Now. Hij is beschreven in het boek Blues Who's Who door de muziekhistoricus Sheldon Harris. 
Book Binder is een ervaren gitaarinstructeur en onderwijst aan de Fur Peace Ranch met Jorma Kaukonen en anderen, wiens leven werd beïnvloed door Davis. Daar demonstreerde hij songs, turnarounds, akkoordvariaties, rechtshandige methoden en veel van zijn eigen krachtige aanpassingen en unieke benaderingen van de blues.
Book Binders album Hillbilly Blues Cats bij Rounder Records werd gezien als een van de meest belangrijke akoestische gitaaralbums van 1992. De winnaars van 1992 uit deze categorie waren Unplugged van Eric Clapton, Joshua Judges Ruth van Lyle Lovett en Harvest Moon van Neil Young.

## Discografie
- 1971: Travelin' Man
- 1975: Git Fiddle Shuffle
- 1977: Ragtime Millionaire
- 1979: Goin' Back to Tampa
- 1988: Bookeroo!
- 1992: The Hillbilly Blues Cats
- 1994: Live Book... Don't Start Me Talkin...
- 1998: Polk City Ramble
- 2000: The Radio Show
- 2001: Singer Songwriter Bluesman
- 2005: Live at the Fur Peace Station
- 2009: In Concert ... Road Songs & Stories
- 2013: The Good Book

- International Standard Name Identifier: 0000 0000 3293 5485
- Library of Congress Control Number: n93024624
- MusicBrainz: 7470fa2c-2e27-45f4-bcbf-41347eb15a12
- Virtual International Authority File: 188145970045532250701
- WorldCat: E39PBJjCTcXyRdPXDxJ7c4KTpP